# 駒塚古墳
駒塚古墳（こまづかこふん）は、奈良県生駒郡斑鳩町東福寺にある古墳。形状は前方後円墳。斑鳩町指定史跡に指定されている。
本項目では駒塚古墳の南にある調子丸古墳（斑鳩町指定史跡）についても解説する。

## 概要
奈良県西部、斑鳩町東部の平坦地に築造された古墳である。古墳名は、聖徳太子の愛馬「黒駒」を埋葬したという伝承に由来する（『古今目録抄』・『大和名所記』など、ただし古墳の築造時期には対応しない）。墳丘周囲は大きく削平されているほか、2000-2002年度（平成12-14年度）に発掘調査が実施されている。
墳形は前方後円形で、前方部を南方向に向ける。墳丘は2段築成。墳丘外表では葺石・円筒埴輪列が認められているほか、二重口縁壺・土師器が出土している。墳丘周囲には周溝はなかったとみられる。埋葬施設は明らかでなく、発掘調査では後円部において墓壙（南北9.4メートル・東西6メートル）が確認されているが、未調査である。
築造時期は、古墳時代前期の4世紀後半頃の築造と推定される（発掘調査以前は中期古墳と想定された）。斑鳩地域では唯一の前期古墳として注目されるとともに、古墳周辺の東福寺遺跡では土坑群が検出されており、関連性が指摘される。
古墳域は1992年（平成4年）に斑鳩町指定史跡に指定されている。

## 遺跡歴
- 延宝9年（1681年）成立の『和州旧跡幽考』に、聖徳太子愛馬の黒駒を葬ったとする伝承の記載[5]。
- 1992年（平成4年）10月8日、駒塚古墳・調子丸古墳が斑鳩町指定史跡に指定。
- 2000年度（平成12年度）、駒塚古墳の測量調査（斑鳩町教育委員会、2002年に概要報告）。
- 2001-2002年度（平成13-14年度）、駒塚古墳の墳丘発掘調査（斑鳩町教育委員会、2002年に概要報告）。
- 2003年（平成15年）、東福寺遺跡の発掘調査。調子丸古墳の周溝とみられる遺構の確認（斑鳩町教育委員会、2011年に報告）。

## 墳丘
墳丘の規模は次の通り。
- 墳丘長：49メートル以上（推定復元約55メートル[5]）
- 後円部 - 2段築成。
  - 直径：34メートル
  - 高さ：5.5メートル
- 前方部 - 2段築成。
  - 長さ：18メートル以上
  - 幅：22メートル以上
  - 高さ：2メートル
- くびれ部
  - 幅：約14.5メートル

## 調子丸古墳
調子丸古墳（ちょうしまるこふん）は、駒塚古墳の南約100メートルにある古墳。形状は円墳。斑鳩町指定史跡に指定されている。
古墳名は、聖徳太子の愛馬の黒駒を世話した「調子麿」を埋葬したという伝承に由来する（『大和名所記』、ただし古墳の築造時期には対応しない）。墳形は円形で、直径約14メートルを測る。墳丘外表では円筒埴輪・形象埴輪が出土している。築造時期は古墳時代中期の5世紀中葉頃と推定され、築造背景の集落遺跡として酒ノ免遺跡が知られる。
なお、2000年度（平成12年度）の墳丘北側における発掘調査では、精巧な造りの土馬（時期不明）が出土している。

## 文化財

### 斑鳩町指定文化財
- 史跡
  - 駒塚古墳 - 1992年（平成4年）10月8日指定。
  - 調子丸古墳 - 1992年（平成4年）10月8日指定。

## 関連文献
（記事執筆に使用していない関連文献）
- 『駒塚古墳発掘調査概要報告』斑鳩町教育委員会、2002年。
- 『駒塚古墳発掘調査写真図録』斑鳩町教育委員会、2002年。
- 『斑鳩町内遺跡発掘調査概報』 平成14年度、斑鳩町教育委員会〈斑鳩町文化財調査報告9〉、2011年。